# Oceanic (navire inachevé)
Vous lisez un « article de qualité » labellisé en 2013.
Pour les articles homonymes, voir Oceanic.
L'Oceanic (III) est un paquebot avorté de la compagnie maritime britannique White Star Line. Troisième navire de la firme à porter ce nom après l'Oceanic de 1871 et celui de 1899, il est envisagé en 1926, dans l'idée de moderniser le service transatlantique de la compagnie jusque-là déséquilibré. Avec l'arrivée de Lord Kylsant à la tête de la compagnie, le projet gagne en ampleur, jusqu'à devenir celui d'un grand navire destiné à être le premier à dépasser les barres symboliques des 300 mètres (1 000 pieds) et des 30 nœuds.
Après plusieurs années d'étude, le navire voit sa construction débuter en juin 1928 dans les chantiers Harland & Wolff de Belfast. Cependant, le travail s'effectue à un rythme ralenti et cesse en juin 1929, probablement le temps d'effectuer de nouvelles études relatives à la propulsion. La Grande Dépression qui éclate la même année et l'affaire financière qui envoie Lord Kylsant en prison en 1931 mettent un terme définitif à la construction, pour laquelle le gouvernement refuse d'avancer des fonds.
Au sein de la flotte de la White Star Line, l'Oceanic est donc remplacé par deux navires plus petits, le Britannic et le Georgic, clairement inspirés de son profil. Le besoin d'un grand navire, que la compagnie ne peut financer, persiste à se faire ressentir. Pour y répondre, elle est poussée à fusionner avec sa rivale, la Cunard, leurs moyens unis leur permettant de finir le géant ébauché de cette dernière, le Queen Mary.

## Histoire

### Naissance du projet

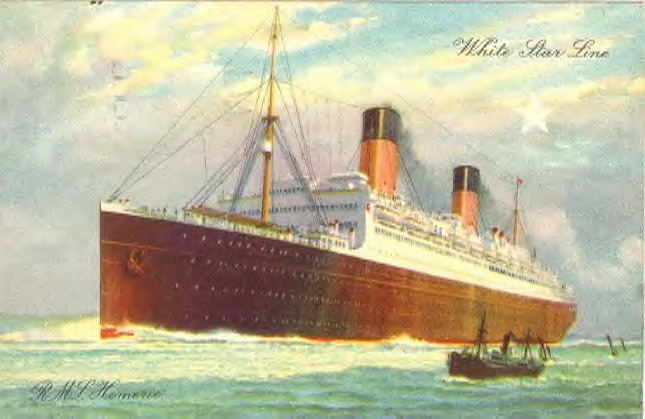
Le but initial de l'Oceanic était de remplacer l'Homeric, inadapté aux besoins de la compagnie sur l'Atlantique nord.

Au début des années 1910, la White Star Line devait, grâce à ses trois navires de classe Olympic, être en mesure d'assurer un service transatlantique régulier et rentable. La perte du Titanic en 1912, puis du Britannic en 1916, a cependant sérieusement handicapé ce projet. À la suite de la Première Guerre mondiale, la compagnie se voit remettre deux paquebots allemands en compensation des dommages de guerre, qui deviennent le Majestic et l'Homeric. Tous deux sont affectés au service transatlantique aux côtés de l'Olympic, seul navire survivant du trio initialement prévu. Il s'avère bien vite, cependant, que si le Majestic et l'Olympic ont des profils relativement équivalents, atteignant la même vitesse (entre 22 et 24 nœuds) et les mêmes capacités, le troisième élément du trio est nettement plus petit et lent (19 nœuds seulement). Qui plus est, le navire rencontre un succès moindre par rapport à ses compagnons de route. De fait, la carrière de l'Homeric ne dure pas longtemps et il quitte la ligne de l'Atlantique nord en 1932, dix ans seulement après sa mise en service.
C'est en août 1926 que survient pour la première fois un communiqué de presse de la compagnie, indiquant la mise en construction prochaine d'un navire de 25 nœuds pour remplacer l'Homeric. Ce navire doit alors, selon les communiqués, être d'un profil proche de celui de l'Olympic,. La même année, en novembre, l'International Mercantile Marine Co., trust possédant la White Star Line, décide de se séparer de ses compagnies non américaines. La compagnie est alors rachetée par Owen Philipps, baron Kylsant, qui l'intègre à sa société, la Royal Mail Steam Packet Company, plus gros conglomérat maritime de la période. De nouvelles perspectives semblent alors s'ouvrir.
Lord Kylsant, également propriétaire des chantiers Harland & Wolff de Belfast, décide d'y faire construire le futur navire, pour lequel sont menées des études durant de nombreux mois. Il faut attendre le 18 juin 1928 pour que soit signé un contrat. Le paquebot doit être nommé Oceanic, en référence au tout premier paquebot mis en service par la compagnie après son rachat par Thomas Henry Ismay, en 1871. Les estimations lui confèrent une longueur de plus de 300 mètres (1 010 pieds) pour 60 000 tonneaux et un coût de 3,5 millions de livres sterling, en faisant alors le plus grand paquebot jamais construit et le premier à dépasser la barre symbolique des 1 000 pieds. La construction de la quille du navire débute en grande pompe dix jours après la signature du contrat. Si les seuls plans existants du navire restent sommaires et ne permettent de comprendre que l'arrangement général, ils donnent une idée de la capacité du paquebot, conçu pour transporter 722 passagers de première classe, 464 en deuxième, et 1 096 en troisième auxquelles s'ajoutent 240 places interchangeables entre la première et la deuxième classe, et 286 entre la deuxième et la troisième, soit un total de 2 808 passagers.

### Crise économique et fin des travaux

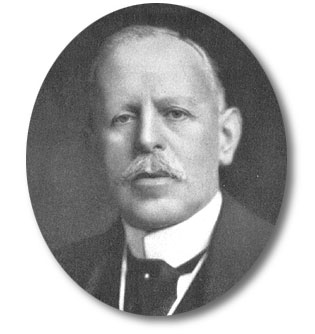
La mauvaise gestion et les hésitations de Lord Kylsant sont à l'origine de l'avortement de la construction du navire.

La construction se déroule cependant à un rythme très ralenti, à tel point qu'un an plus tard, la quille n'est toujours pas achevée. En effet, Lord Kylsant et les constructeurs font face à un problème difficile à résoudre concernant la propulsion du navire. Pour lui faire atteindre la vitesse souhaitée de 30 nœuds (une barrière qui ne sera finalement dépassée que par le Normandie en 1935), il est tout d'abord envisagé d'équiper le navire de machines diesel-électriques, ce qui n'a jamais été adopté sur un paquebot de cette ampleur jusqu'alors. Cette décision est avant tout due à Kylsant, grand partisan de ce type de propulsion. Les chantiers Harland & Wolff y sont cependant plus réticents : pour eux, s'attaquer à ce défi sans procéder à des essais préalables sur des navires plus petits semble en effet périlleux. La mise en service du Bremen en juillet 1929 bouleverse ces réflexions : celui-ci atteint en effet sans difficulté les 28 nœuds grâce à des turbines à vapeur. La question se pose donc de savoir si cette propulsion n'est pas préférable. Dans l'attente, la construction est stoppée, le 23 juillet 1929, peu après la traversée inaugurale du paquebot allemand. En septembre, il est annoncé que la construction reprendra lorsqu'un mode de propulsion aura été choisi. Le même constat est répété par Kylsant en mai suivant, puis l'Oceanic n'est plus mentionné par la compagnie et ses constructeurs.
À ces considérations techniques s'en ajoutent d'autres, d'ordre économique. La compagnie souffre en effet, durant toute cette période, de l’incompétence de Kylsant pour diriger une compagnie maritime qui, cumulée par la suite à la Grande Dépression, s'avère fatale. Qui plus est, le dirigeant de la Royal Mail Steam Packet Company a pris le soin de modifier les comptes de ses sociétés pour dissimuler leurs pertes, conserver la confiance du gouvernement et les subventions qu'il lui verse. Cela se retourne vite contre lui. En 1931, une enquête gouvernementale donne lieu à un procès, puis à son emprisonnement. Son entreprise est liquidée et les compagnies sont livrées à elles-mêmes, bénéficiant cependant d'une aide réduite de l'État.
Dans le même temps, la crise économique frappe durement la Cunard Line, rivale de la White Star, qui avait également entrepris la construction d'un paquebot géant qu'elle est incapable de terminer. Aussi, lorsque la White Star fait appel au gouvernement pour financer la construction de l'Oceanic, elle se voit opposer un refus : l'aider impliquerait d'aider également sa rivale, ce qui coûterait trop cher aux caisses de l'État. Ne pouvant terminer seule la construction, la compagnie abandonne le projet et les pièces de l'Oceanic sont discrètement démantelés. Cela n'empêche pourtant pas la presse de continuer à rapporter que la White Star est sur le point de construire un nouveau paquebot géant, cette fois-ci de 70 000 tonneaux.

## Suites du projet avorté

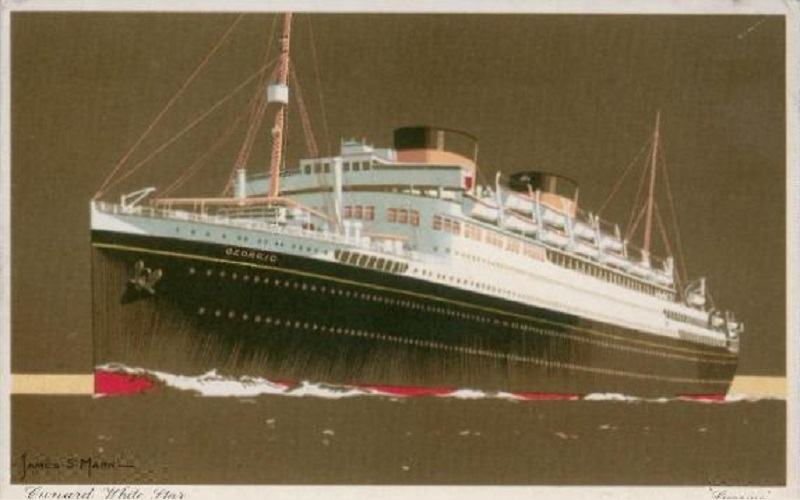
Le Georgic hérite des formes de l'Oceanic et est construit à la suite de l'annulation de ce dernier.

Au total, sur les 3,5 millions de livres estimées, 150 000 ont été dépensées pour la conception et le début de construction de l'Oceanic. Ces sommes ne sont toutefois pas totalement perdues. Une partie de la conception inspire en effet le Britannic, navire plus petit qui reprend grandement la silhouette du navire avorté, notamment ses cheminées tassées et sa propulsion à moteur. Le paquebot entre en service en 1930 et connaît un certain succès. Il reste, jusqu'en 1959, le dernier paquebot de la White Star Line en service. En remplacement de l'Oceanic, un sister-ship du Britannic est construit, le Georgic, mis en service en 1932. Sa construction débutant peu après l'abandon total de l'Oceanic, il est possible que l'acier utilisé ait à l'origine été commandé pour ce dernier.
Ces deux paquebots ne peuvent cependant prétendre remplacer de grands navires comme le Majestic et l'Olympic. La construction d'un grand paquebot reste donc à l'ordre du jour. La Cunard a également dû arrêter la construction du sien, pourtant plus avancée, à cause de la crise. Une issue possible semble se dessiner, avec l'appui de Neville Chamberlain, alors chancelier de l'Échiquier. Il pousse en effet les deux compagnies à fusionner en 1934, contre la promesse de les aider à terminer le paquebot. C'est ainsi que naissent la Cunard-White Star Line et le Queen Mary.
Du point de vue de l'apparence, l'Oceanic comporte certaines caractéristiques qui l'apparentent au paquebot Normandie, notamment les trois cheminées tassées qui tranchent avec les hauts tuyaux des navires plus anciens. Conçu peu après l'Oceanic, le Normandie est le premier à dépasser les barres symboliques de 300 mètres et 30 nœuds que visait la White Star. En revanche, la propulsion diesel-électrique envisagée pour le navire par Lord Kylsant ne voit pas le jour sur un navire de cette ampleur avant 1987, lors d'une refonte du Queen Elizabeth 2.